# Mitridates l'Eunuc
Mitridates l'Eunuc (en llatí Mithridates, en grec antic Μιθριδάτης) fou un eunuc del servei personal del rei Xerxes I de Pèrsia.
Gaudia de la màxima confiança del rei, però tot i així es va unir a la conspiració organitzada per Artaban d'Hircània per assassinar el rei l'any 465 aC i va facilitar la feina del conspirador en permetre-li l'accés a la cambra reial, segons diu Diodor de Sicília.